# Художествена галерия „Димитър Добрович”
Художествена галерия „Димитър Добрович“ е културна институция в град Сливен.

## История
Художествената галерия води началото си от 1905 г., когато в завещанието си, възрожденският художник Димитър Добрович оставя на родния си град 14 свои произведения. С тях художникът Йордан Кювлиев урежда първата експозиция в библиотеката на читалище „Зора“. След трагичната смърт на Йордан Кювлиев, майка му Зоица Кювлиева завещава на галерията 40 негови творби.
През 1965 г. ХГ „Димитър Добрович“ е обособена като самостоятелен културен институт със своя сграда за експозиция и с официално наименование – Художествена галерия „Димитър Добрович“.
В галерията са събрани над 6000 художествени творби – живопис, графика, скулптура, приложно изкуство, икони и църковна утвар.
В сбирката са застъпени творби от XVII век до наши дни. Разполага с две значителни сбирки
- „Западноевропейска графика“ от XIX-XX век – дарение от проф.Богомил Райнов
- „Японски гравюри“ от XVIII-XIX век.

Галерията има четири постоянни експозиции:
- Съвременно българско изкуство
- Старият Сливен
- Християнско изкуство, от 2005 г.
- Западноевропейска графика

Две от постоянните експозиции – „Християнско изкуство“ и „Съвременно българско изкуство“, са изложени в отделна зала – „Сирак Скитник“.
В екпозицията „Съвременно българско изкуство“ са представени творби на Димитър Добрович, Йордан Кювлиев, Александър Божинов, Никола Михайлов, Елена Карамихайлова, Елисавета Консулова-Вазова, Никола Танев, Сирак Скитник, Иван Милев, Владимир Димитров-Майстора, Николай Райнов, Кирил Петров, Бенчо Обрешков, Стоян Венев, Ненко Балкански, Борис Денев, Златю Бояджиев, Давид Перец, Васил Бараков, Иван Ненов, Дечко Узунов, и др.

## КолекцияУкийо-е
Колекция на „Димитър Добрович“ е сред малкото на брой сбирки, посветени на това изкуство в Бългаария. Тя съдържа 50 произведения, създадени в периода XVII – XIX век в Япония. Представени са Судзуки Харунобу (1725 – 1770), Утагава Тойокуни – Тойокуни I (1769 – 1825), Кацушика Хокусай (1760 – 1849), Андо Хирошиге (1797 – 1868), Утагава Кунийоши ( 1798 – 1861), Утагава Кунисада – Тойокуни III (1786 – 1865) и Китагава Утамаро (1753 – 1806).